# تپه مکی‌آباد
تپه مکی آباد در شهرستان ازنا، بخش مرکزی، دهستان پاچه لک غربی، حدود ۱/۵ کیلومتری جنوب شهرک المهدی واقع شده و این اثر در تاریخ ۲۳ بهمن ۱۳۸۵ با شمارهٔ ثبت ۱۷۱۶۰ به‌عنوان یکی از آثار ملی ایران به ثبت رسیده است.